# Прапор Ічнянського району
Пра́пор Ічня́нського райо́ну — офіційний символ Ічнянського району Чернігівської області, затверджений 26 грудня 2003 року рішенням сесії Ічнянської районної ради.

## Опис
Прапор являє собою прямокутне полотнище зі співвідношенням сторін 2:3, яке розділене малиновим клином від верхнього та нижнього древкових кутів до центру вільного краю на синю і жовту частини.

## Символіка
- Малиновий колір на прапорі представляє колір бойового вимпела Запорізьких козаків.
- Синій та жовтий кольори означають кольори національного прапора України.